# Lynx lynx carpathicus
Lynx lynx carpathicus este o subspecie a râsului eurasiatic găsită în Bazinul Panonic, în România, Slovacia, Ungaria, Ucraina și Bulgaria.

## Descriere

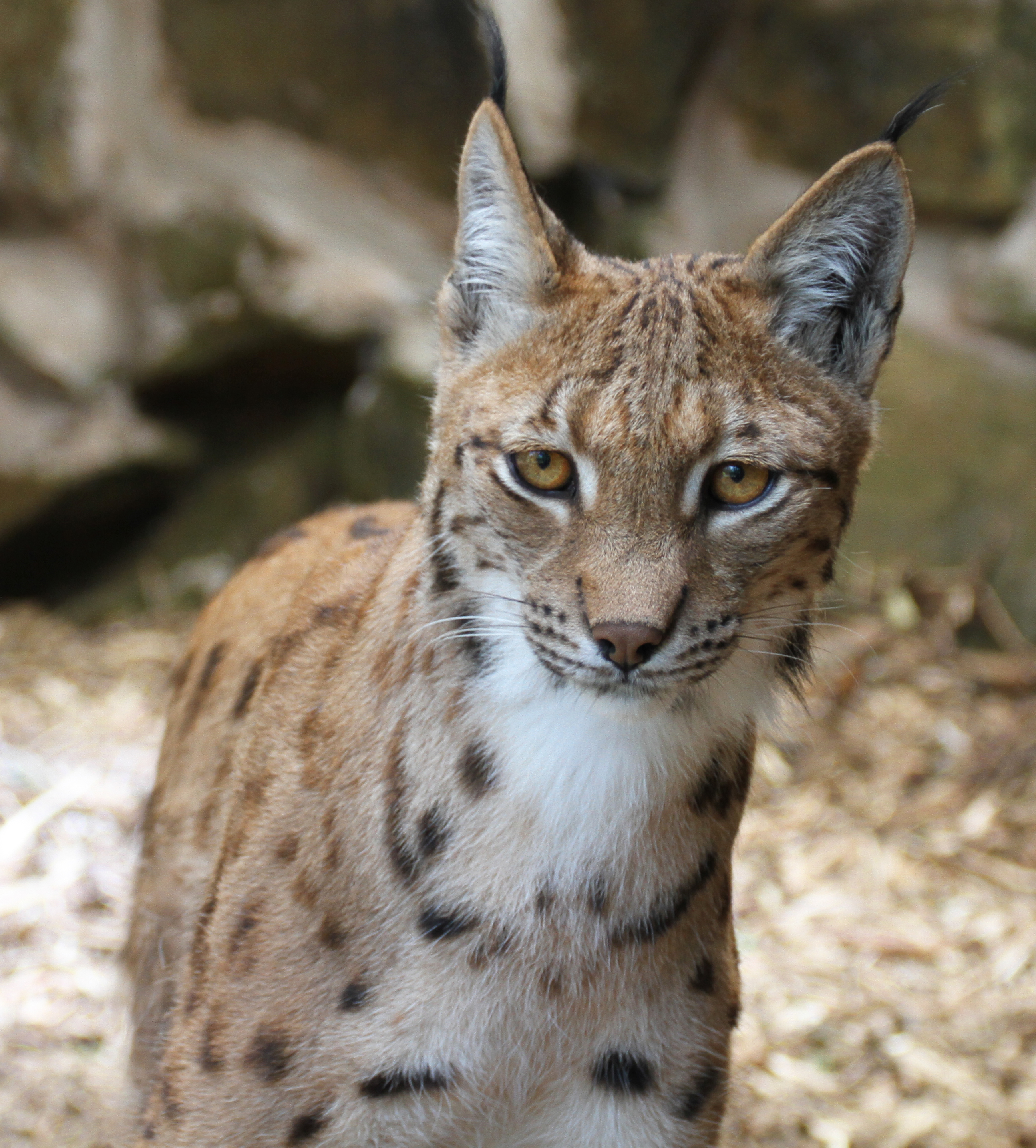

L. l. carpathicus este destul de mare comparativ cu alte specii de felide. Are picioare lunguiețe, labe mari, coada foarte scurtă, păr pe obraji care formează o freză facială, și urechi înalte cu smocuri negre proeminente. Precum alte subspecii de râs, acești râși au labe mari, blănoase, care lovesc solul cu o mișcare de întindere a degetelor de la picioare, ceea ce le permite să se deplaseze peste zăpadă. Blana lor deasă îi protejează de frig pe durata iernilor. Au blană moale, care are cantități mai dese de puncte decât alte subspecii de râs. Exemplarele de râs din această subspecie au diferite modele de puncte, ceea ce le permite cercetătorilor să le identifice mai ușor cu ajutorul camerei.

## Răspândire și habitat
L. l. carpathicus se găsește în lanțul Munților Carpați din Europa.

## Ecologie și comportament
Acești râși nu sunt în stare să alerge cu viteze mari comparativ cu alte specii de felide, bazându-se în schimb pe atacuri de tip ambuscadă⁠(en)[traduceți] pentru a își ucide prada. Sunt creaturi solitare, care evită oameni și care se strâng laolaltă numai pentru a se reproduce.

### Dietă
Precum alte specii de felide, L. l. carpathicus este carnivoră și vânează cerbi, capre sălbatice și oi. În vremuri sărace în pradă, a fost observată vânând creaturi mai mici, precum iepuri, păsări din tribul Tetraonini⁠(en)[traduceți], vulpi și rozătoare mici. Vânează noaptea, și din acest motiv nu sunt adeseori întâlniți de oameni.

### Reproducere
L. l. carpathicus are o perioadă de gestație de 63 până la 74 de zile. Rândul de pui⁠(en)[traduceți] constă în unu până la patru pui, care cântăresc fiecare câte 240 până la 430 de grame la naștere și sunt născuți orbi. Femela râs crește puii de una singură, iar masculul nu joacă niciun rol în creșterea lor. Puii rămân cu mama lor vreme de 10 luni.

## Conservare
L. l. carpathicus era cândva comună de-a lungul Europei, dar acum este extinctă în unele zone. Spre deosebire de populațiile crescânde ale multor carnivore mari din Europa, populația de L. l. carpathicus din Carpații de Vest pare a fi incapabilă să se răspândească dincolo de hotarele vestice ale arealului său, la granița ceho-slovacă. Densitatea scăzută persistent, numărul mare de indivizi stabiliți și filopatria⁠(en)[traduceți] femelelor ar putea fi responsabile pentru îngreunarea extinderii arealului său, dar factori agravanți precum braconajul și fragmentarea crescândă a terenului din Carpații de Vest au exacerbat această problemă. În plus, din cauza reintroducerii⁠(en)[traduceți] din anii 1970, există o populație periclitată în teritoriile Croației, Sloveniei și Bosniei și Herțegovinei. Habitatul său principal, Munții Carpați, sunt o destinație ecoturistică populară. De asemenea, defrișarea ilegală⁠(en)[traduceți] este răspândită la nivel larg în zonă, deoarece legile existente nu au parte de suficientă finanțare pentru a fi puse în aplicare.